# عجیب‌تر از بهشت
عجیب‌تر از بهشت (به انگلیسی: Stranger Than Paradise) فیلمیست در ژانر کمدی محصول کشور آمریکا در سال ۱۹۸۴ با بازی استر بالینت، جان لیوری و ریچارد ادسن که اولین فیلم بلند به کارگردانی جیم جارموش می‌باشد.

## ماجرای فیلم
ساختار فیلم از سه اپیزود تشکیل شده‌است.
اپیزود اول: دنیای جدید (به انگلیسی: THE NEW WORLD)
ویلی مهاجر مجارستانی است که در نیویورک زندگی می‌کند. پس از مکالمهٔ تلفنی با خالهٔ خود مطلع می‌شود که باید دختر خاله‌اش اوا را که از مجارستان آمده، ده روز در خانه‌اش اسکان دهد. ویلی که به زندگی بی هدفش عادت کرده از این اتفاق ناراضی است. اما با آمدن اوا به خانه، ویلی و دوست صمیمی‌اش ادی، آرام آرام به او علاقه‌مند می‌شوند. در آخر اوا آنها را ترک می‌کند و به کلیولند می‌رود.
اپیزود دوم: یک سال بعد (به انگلیسی: ONE YEAR LATER)
ویلی و ادی در شرط‌بندی بازی پوکر با تقلب مقدار زیادی پول برنده می‌شوند و تصمیم می‌گیرند برای دیدن اوا به کلیولند بروند. به خاطر سرما و خمودگی شهر، آنجا را ترک می‌کنند ولی برای همراه کردن اوا برمیگردند و هرسه با هم‌راهی فلوریدا می‌شوند.
اپیزود سوم: بهشت (به انگلیسی: PARADISE)
آنها در هتلی اقامت می‌کنند. ویلی و ادی بیشتر پولهای خود را بر سر شرط‌بندی سر جنگ سگها از دست می‌دهند و برای جبران، آنها به شرط‌بندی مسابقهٔ اسب سواری می‌روند. اوا که ناامید شده برای قدم زدن به ساحل می‌رود که اشتباهاً یک خلافکار مقدار زیادی پول به او می‌دهد. اوا به هتل برمیگردد ولی ویلی و ادی را نمیابد برای همین مقداری پول و یادداشت برای آنها می‌گذارد و برای برگشتن به اروپا عازم فرودگاه می‌شود. ویلی و ادی که در شرط‌بندی برنده شده‌اند بازمی‌گردند و پس از خواندن نامهٔ ادی برای بازگرداندنش به فرودگاه می‌روند. ویلی که می‌خواهد به اوا برسد بلیط مجارستان را می‌خرد. اما در پایان فیلم هواپیما که احتمالاً ویلی درون آن است پرواز می‌کند، اوا سوار هواپیما نمی‌شود و ادی به نیویورک بازمی‌گردد.

## جوایز
در سال ۱۹۸۴ جایزه دوربین طلایی جشنواره فیلم کن (جایزه‌ای که به فیلم اول کارگردان‌ها داده می‌شود)، یوزپلنگ طلایی جشنواره فیلم لوکارنو و جایزه بهترین فیلم از انجمن ملی منتقدین فیلم، از آن این فیلم شد.